# Taeniaptera lasciva
Taeniaptera lasciva är en tvåvingeart som först beskrevs av Fabricius 1798.  Taeniaptera lasciva ingår i släktet Taeniaptera och familjen skridflugor. Inga underarter finns listade i Catalogue of Life.

## Bildgalleri

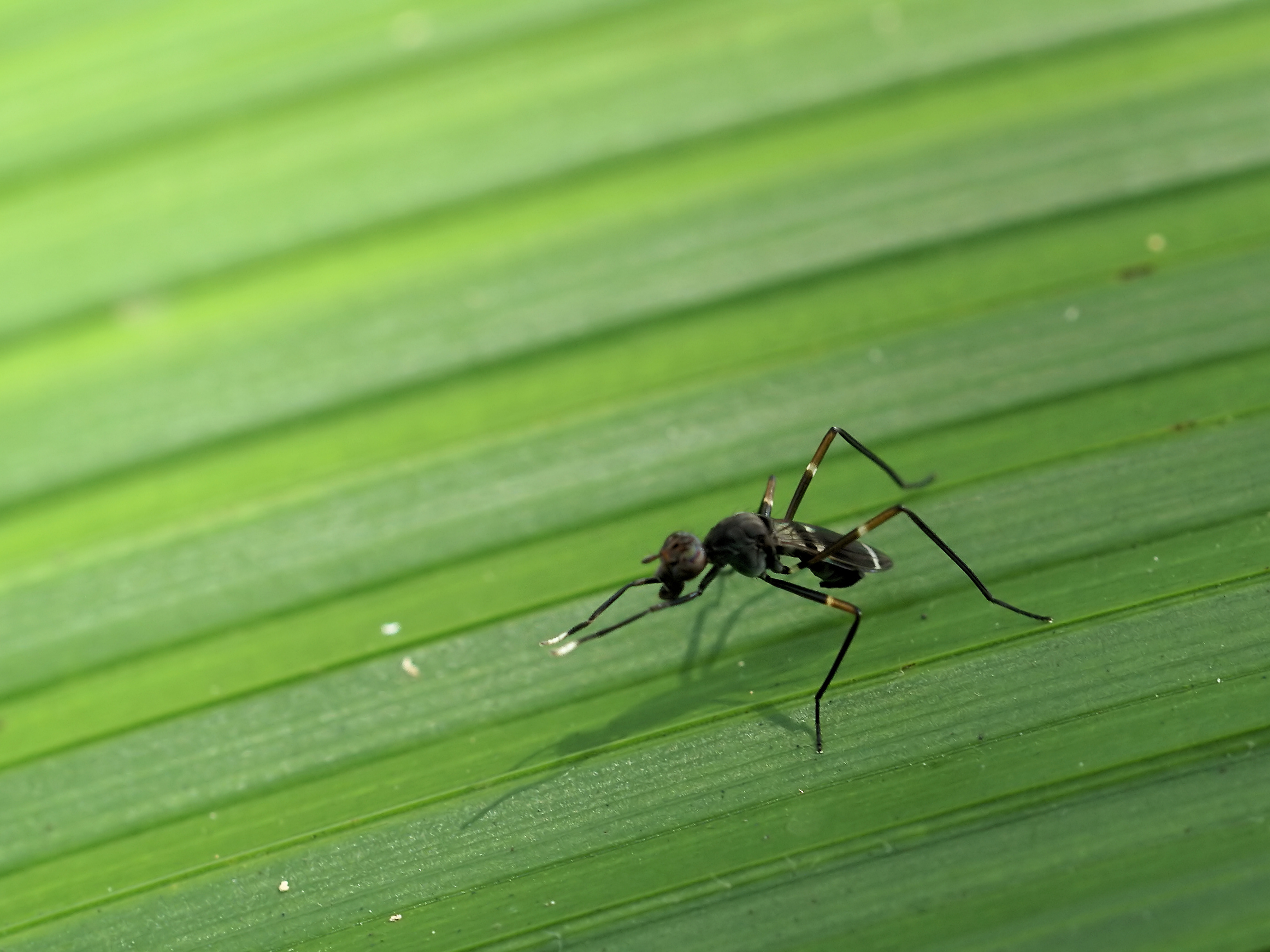